# Nina Gummich

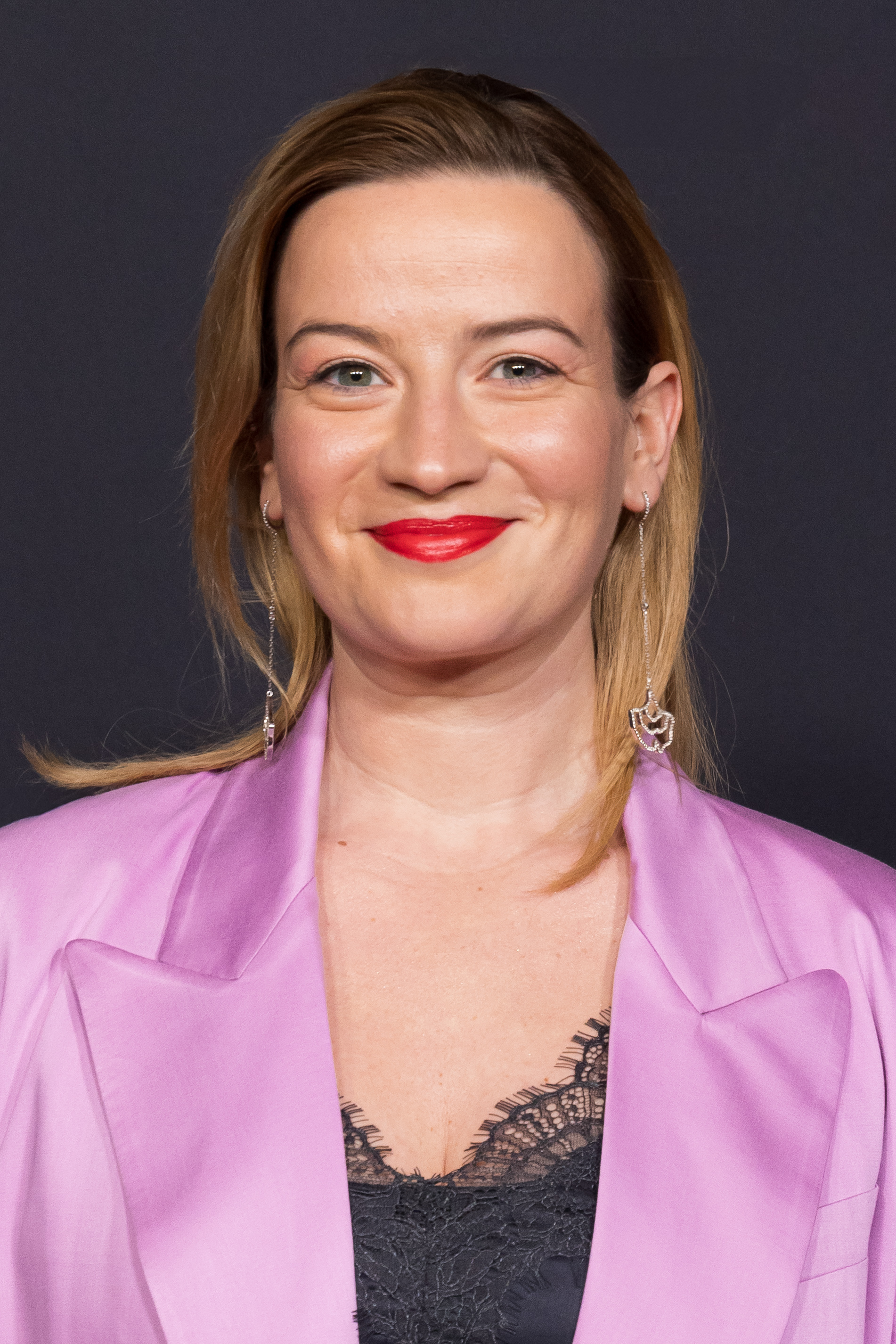
Nina Gummich, 2024

Nina Gummich (* 24. September 1991 in Halle (Saale)) ist eine deutsche Schauspielerin.

## Leben
Nina Gummich ist in Halle geboren, in Leipzig aufgewachsen und stammt aus einer  Schauspielerfamilie. Ihre Mutter ist die Schauspieldozentin, Schauspielerin und Regisseurin Anne-Kathrin Gummich, Professorin für Schauspiel an der Hochschule für Musik und Theater „Felix Mendelssohn Bartholdy“ Leipzig.
Im April 2021 beteiligte sich Gummich an der umstrittenen Initiative #allesdichtmachen, bei der über 50 Schauspieler in ironisch-satirischen Einzelvideos diverse Maßnahmen zur Eindämmung der COVID-19-Pandemie in Deutschland kommentierten.

## Karriere

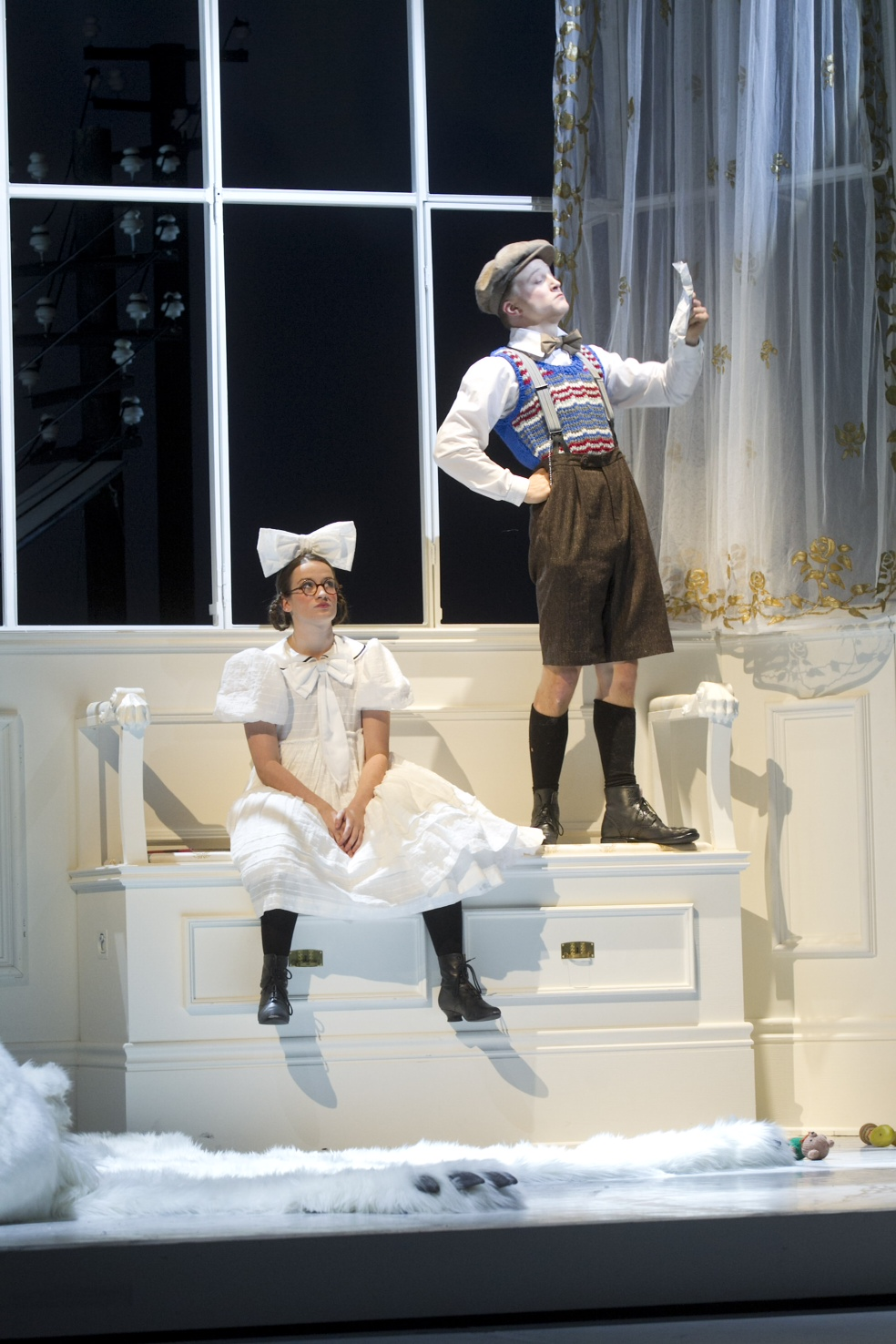
Nina Gummich mit Jonas Friedrich Leonhardi bei der Probe für Klaus im Schrank, 2013

Im Alter von zehn Jahren kam Gummich erstmals selbst mit dem Film in Berührung. Thomas Louis Pröve besetzte sie 2001 in seinen Fernsehfilmen Ein Vater zu Weihnachten und Love Letters – Liebe per Nachnahme als Filmtochter von Inka Friedrich. Im letztgenannten Film ist ihre Mutter in der Rolle der Lehrerin besetzt. 2003 spielte sie in Rolf Schübel Filmdrama Blueprint die achtjährige Pianistin Iris Sellin, die in späteren Jahren von Karoline Teska und Franka Potente dargestellt wurde. Danach trat sie zunächst bis 2006 in keinen Film- und Fernsehproduktionen in Erscheinung.
2006 nahm sie nach einer Pause mit Elmar Fischers Fernsehdrama Dornröschen erwacht ihre Arbeit als Schauspielerin wieder auf. Von 2007 bis 2014 gehörte sie als Marla Westphal innerhalb der Sat.1-Filmreihe Allein unter… an der Seite von Hannes Jaenicke zur Stammbesetzung. 2009 spielte sie im ersten Teil des ZDF-Mehrteilers Die Wölfe als Silke eine der jugendlichen Hauptrollen. Bei der Verleihung des Deutschen Fernsehpreises 2009 wurde sie – gemeinsam mit fünf anderen Nachwuchsdarstellern – dafür mit dem mit 15.000 Euro dotierten Förderpreis ausgezeichnet.
Von 2011 bis 2015 studierte Gummich Schauspiel an der Hochschule für Musik und Theater „Felix Mendelssohn Bartholdy“ Leipzig und gehörte von 2013 bis 2015 zum Schauspielstudio des Staatsschauspiel Dresden. Von 2015 bis 2018 spielte sie am Hans Otto Theater Potsdam. Sie entschied sich dort gegen eine Vertragsverlängerung und für die Arbeit als Film- und Fernsehschauspielerin.
Im Januar 2021 war Gummich in der dritten Staffel der ARD-Historienarztserie Charité als junge Ärztin Ella Wendt in der Staffelhauptrolle zu sehen. Seit Oktober 2021 ist sie in der ZDF-Krimireihe Theresa Wolff – Der Thüringenkrimi als titelgebende Rechtsmedizinerin im thüringischen Jena zu sehen. 2022 spielte sie an der Seite von Friederike Becht im ZDF-Fernsehdrama So laut du kannst die junge Physiotherapeutin Maja Heller, die in einem Luxushotel vergewaltigt wird, nachdem man ihr K.-o.-Tropfen verabreichte. Im selben Jahr übernahm sie im ARD-Fernsehzweiteiler Alice die Titelrolle der Journalistin und Frauenrechtlerin Alice Schwarzer.

## Kritiken
Gummich erhielt als Schauspielerin bereits für verschiedenste Rollen große Anerkennung. 2023 wurde sie für ihre Darstellung von Alice Schwarzer im ARD-Zweiteiler Alice hoch gelobt. So bezeichnete Peter Zander in der Berliner Morgenpost den Film als ein „feinfühliges, vielschichtiges Porträt“, dessen „größter Trumpf“ die Hauptdarstellerin Gummich sei. Sie „verschmelze regelrecht mit ihrer Figur“ und liefere „eine grandiose Leistung“, dies sei „ein Geschenk für die Zuschauer“. Auch Harry Nutt attestierte in der Berliner Zeitung, dass Gummich hier ihr ganzes „Können zwischen Impulsivität und Intellekt“ entfalte, und Jan Freitag meinte im Tagesspiegel, „das so glaubhaft zu spielen – dafür hat Nina Gummich einen Sack voll Fernsehpreise sicher“. Tatsächlich wurde Gummich für ihre darstellerische Leistung für den Grimme-Preis und den Blauer Panther – TV & Streaming Award nominiert.

## Filmografie

### Kino
- 2003: Blueprint
- 2010: Farbe bekennen (Kurzfilm)
- 2010: Groupies bleiben nicht zum Frühstück
- 2012: Russendisko
- 2012: Vatertage – Opa über Nacht
- 2015: Bridge of Spies – Der Unterhändler (Bridge of Spies)
- 2018: Atlas
- 2020: Toubab
- 2022: Der Passfälscher
- 2022: Für Jojo (Netflix)

### Fernsehfilme
- 2001: Ein Vater zu Weihnachten
- 2001: Love Letters – Liebe per Nachnahme
- 2006: Dornröschen erwacht
- 2007: Die Detektivin – Zwischen allen Stühlen
- 2009: Die Wölfe (Dreiteiler, Teil 1 Nichts kann uns trennen)
- 2012: Allerleirauh
- 2016: Die Täter – Heute ist nicht alle Tage
- 2016: Was im Leben zählt
- 2017: Keine zweite Chance (Zweiteiler)
- 2018: Getrieben
- 2018: Vermisst in Berlin
- 2019: Lotte am Bauhaus
- 2019: Preis der Freiheit (Dreiteiler)
- 2020: Unterleuten – Das zerrissene Dorf (Dreiteiler)
- 2022: So laut du kannst
- 2022: Alice (Zweiteiler)

### Fernsehserien und -reihen
- 2002: Körner und Köter (9 Folgen)
- 2007: Die Gerichtsmedizinerin (Folge Der Verlorene)
- 2007: Ein Fall für Nadja (Folge Auf der Flucht)
- 2007–2014: Allein unter… (Filmreihe)
  - 2007: Allein unter Töchtern
  - 2009: Allein unter Schülern
  - 2010: Allein unter Müttern
  - 2012: Allein unter Nachbarn
  - 2014: Allein unter Ärzten
- 2009: Polizeiruf 110: Der Tod und das Mädchen
- 2010: Tatort: Heimwärts
- 2011: Tatort: Das erste Opfer
- 2013: SOKO Leipzig (Folge Shopping)
- 2014: Schmidt – Chaos auf Rezept (Folge Kinderkram)
- 2018: Beat (5 Folgen)
- 2019: Billy Kuckuck – Eine gute Mutter
- 2020: Die verlorene Tochter (6 Folgen)
- 2020: Babylon Berlin (4 Folgen, 3. Staffel)
- 2020: Das letzte Wort (6 Folgen)
- 2021: Charité (6 Folgen, Staffel 3)
- 2021: Der Alte (Folge Nicht schuldig)
- seit 2021: Theresa Wolff – Der Thüringenkrimi (Krimireihe)
  - 2021: Home Sweet Home
  - 2022: Waidwund
  - 2023: Der schönste Tag
  - 2024: Dreck!
  - 2024: Lost
- 2021: Ein Hauch von Amerika (Miniserie, 4 Folgen)
- 2024: Mord auf dem Inka-Pfad (Miniserie, 4 Folgen)

## Theater

### Staatsschauspiel Dresden 2013–2015
- Fabian – Die Geschichte eines Moralisten, Rolle: Schwarzhaariges Fräulein / die Selow, Aktmodell
- Fast ganz nah – euer Krieg ist unser Krieg
- Klaus im Schrank oder Das verkehrte Weihnachtsfest, Rolle: Kläre, Klaus’ Schwester
- Der Selbstmörder
- Corpus Delicti, Rolle: Mia Holl
- Tschick
- Wie es euch gefällt
- Bernarda Albas Haus

### Deutsches Theater Berlin 2015
- Nathan der Weise

### Hans-Otto-Theater Potsdam 2015–2018
- Abend über Potsdam
- Die schönen Dinge
- Familiengeschäfte
- Die Wiedervereinigung der beiden Koreas
- Ein Sommernachtstraum
- Drei Schwestern
- Bilder deiner großen Liebe [21]

## Auszeichnungen
- 2009: Deutscher Fernsehpreis in der Kategorie Förderpreis für Die Wölfe
- 2010: Bayerischer Fernsehpreis in der Kategorie Nachwuchsförderpreis
- 2023: Grimme-Preis-Nominierung für den TV-Mehrteiler Alice (Kategorie: Darstellerische Leistung)[22]
- 2023: Blauer Panther – TV & Streaming Award Nominierung für den TV-Mehrteiler Alice (Kategorie: Beste Schauspielerin)[23]